# Inalveazione

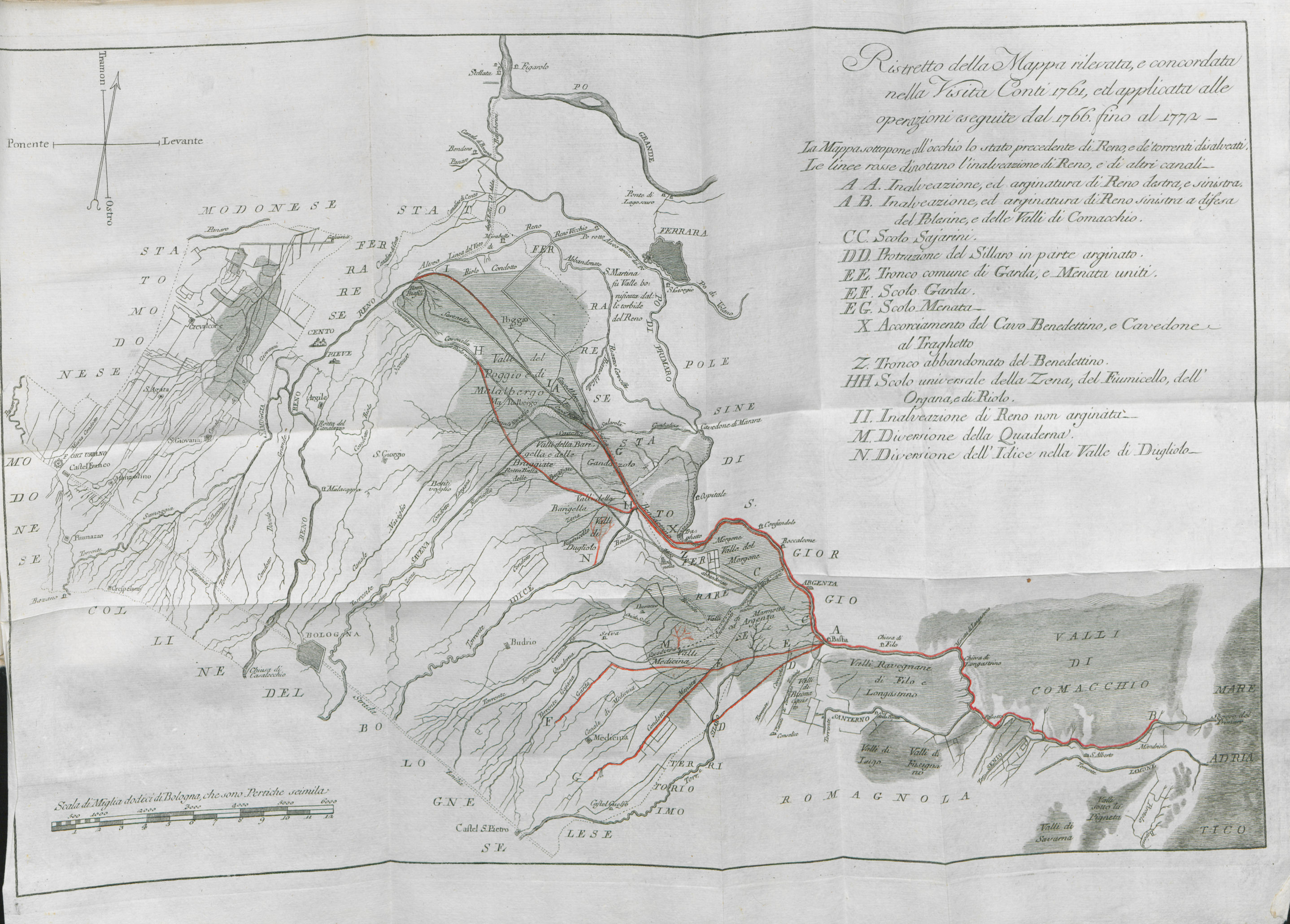
Planimetria dell'alveo del Reno tratta da Memorie idrostatico-storiche delle operazioni eseguite nell'inalveazione del Reno di Bologna di Giovanni Antonio Lecchi, 1773

L'inalveazione (o inalveamento) è la deviazione di un corso d'acqua naturale in un canale artificiale. L'inalveazione è una forma radicale di diversione poiché coinvolge l'intero fiume.
Questa tecnica è stata ampiamente utilizzata in Italia fino al XX secolo ed esistono numerosi trattati che descrivono le operazioni necessarie. Oggi è però in disuso a causa della sua drasticità.
Un esempio particolarmente significativo, realizzato nella seconda metà del XVIII secolo, è l'inalveazione del fiume Reno, che prima creava ampie zone paludose tra Ferrara e Bologna, non avendo una foce diretta nell'Adriatico.